# ديوي لويس هيل
ديوي لويس هيل (بالإنجليزية: Dewey L. Hill)‏ هو سياسي أمريكي، ولد في 31 أغسطس 1925 في وايتفيل في الولايات المتحدة. حزبياً، نشط في الحزب الديمقراطي. وقد انتخب عضو مجلس نواب كارولينا الشمالية (1992 – 2012).